# Сан Джовани Суерджу
Сан Джова̀ни Суѐрджу (на италиански: San Giovanni Suergiu; на сардински: Santu Juanni Sruexu, Санту Юани Сруежу) е градче и община в Южна Италия, провинция Южна Сардиния, автономен регион и остров Сардиния. Разположено е на 162 m надморска височина. Населението на общината е 6040 души (към 2010 г.).